# Зіарі
Зіарі (груз. ზიარი) — село в Грузії.
За даними перепису населення 2014 року в селі проживає 44 особи.